# Jan Kubik (1859–1918)
Jan Kubik (ur. 13 sierpnia 1859 w Janowicach, zm. 24 listopada 1918 tamże) – działacz ruchu ludowego, poseł do austriackiej Rady Państwa.

## Życiorys
Ukończył szkołę ludową w Janowicach. Był samoukiem, posiadającym dużą wiedzę historyczną i religioznawczą. Z zawodu stolarz, był wójtem wsi Janowice w ówczesnym powiecie bialskim. Współpracownik pism ludowych „Wieńca” i „Pszczółki” oraz „Przyjaciela Ludu”. W tym ostatnim opublikował swoje pierwsze utwory literackie w 1895. Początkowo związany ze Stronnictwem Chrześcijańsko-Ludowym ks. Stanisława Stojałowskiego, ale w 1901 przeszedł do Stronnictwa Ludowego. Był członkiem Komitetu Wykonawczego SL (1901-1902), a następnie Rady Naczelnej Polskiego Stronnictwa Ludowego (1903-1913). Po rozłamie w PSL wiceprezes Rady Naczelnej PSL – Lewica (1913-1918). Był zdecydowanym przeciwnikiem wpływów na wsi galicyjskie kleru, który wielokrotnie atakował w swych artykułach.
Był posłem do austriackiej Rady Państwa IX kadencji (27 marca 1897 – 7 września 1900), z kurii V powszechnej, z okręgu nr 3 (Wadowice-Andrychów-Kalwaria-Zator-Biała-Kęty-Oświęcim-Chrzanów-Krzeszowice-Jaworzno-Żywiec-Milówka-Slemień-Myślenice-Wieliczka-Dobczyce), X kadencji (31 stycznia 1901 – 30 stycznia 1907), z kurii IV gmin wiejskich z okręgu nr 2 (Biała-Kęty-Oświęcim-Żywiec-Milówka-Siemień) zaś po zmianie prawa wyborczego w XII kadencji (17 lipca 1911 – 28 października 1918) z galicyjskiego dwu-mandatowego okręgu wyborczego nr 36 (Biała-Oświęcim-Kęty-Andrychów). W parlamencie był członkiem klubu Stronnictwa Chrześcijańsko-Ludowego (1897-1900), Centrum Słowiańskiego (1901) i Koła Polskiego w Wiedniu (1911-1918). Ze względu na swoją biegłą znajomość języka niemieckiego wielokrotnie uczestniczył w dyskusjach na forum parlamentu. Współpracował także z posłami słowiańskimi.
Pochowany na cmentarzu w Bestwinie.